# Rocă sedimentară

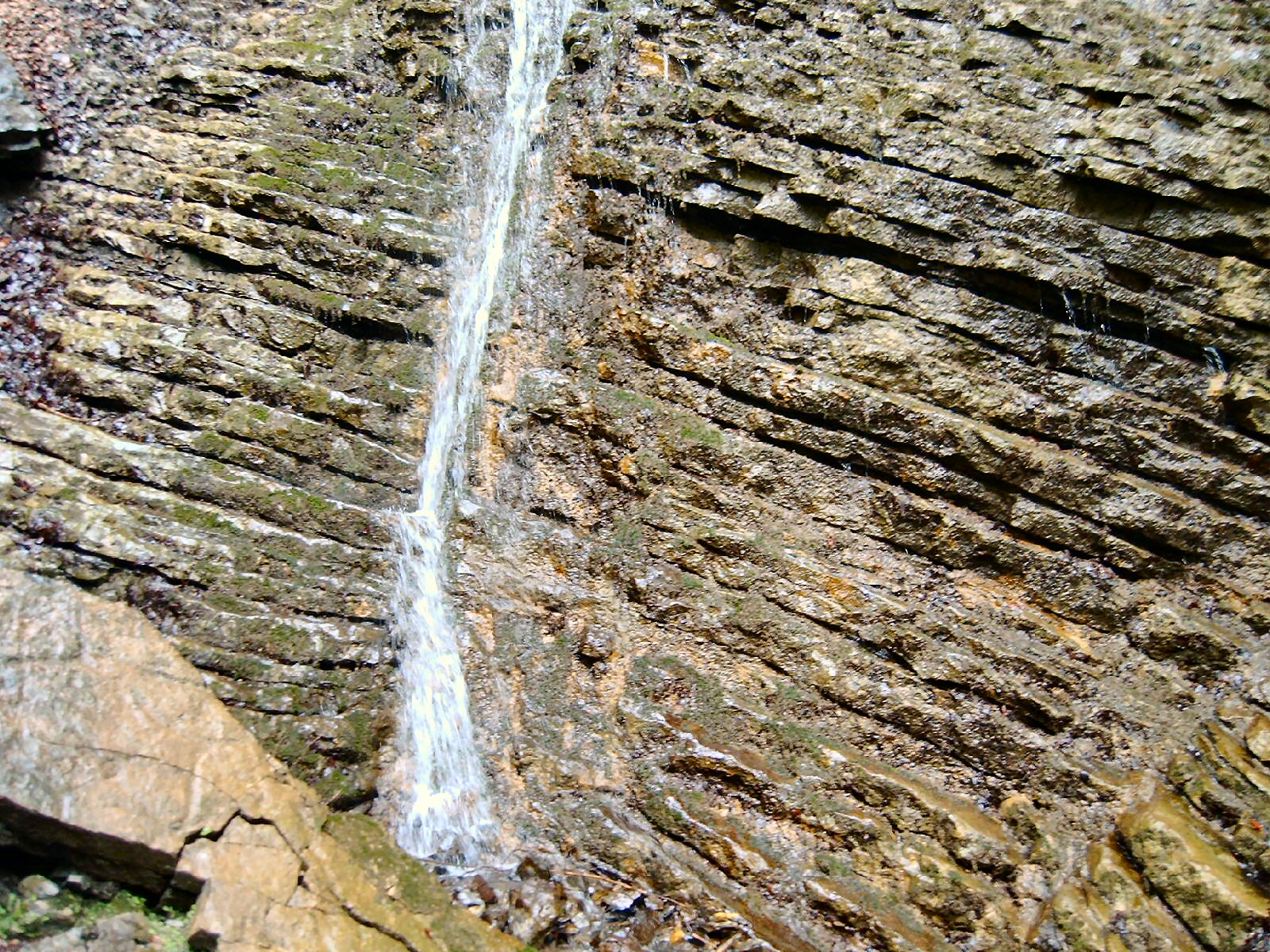
Straturi alpine de Muschelkalks (calcar din viețuitoare marine) în Partnachklamm lângă Garmisch-Partenkirchen

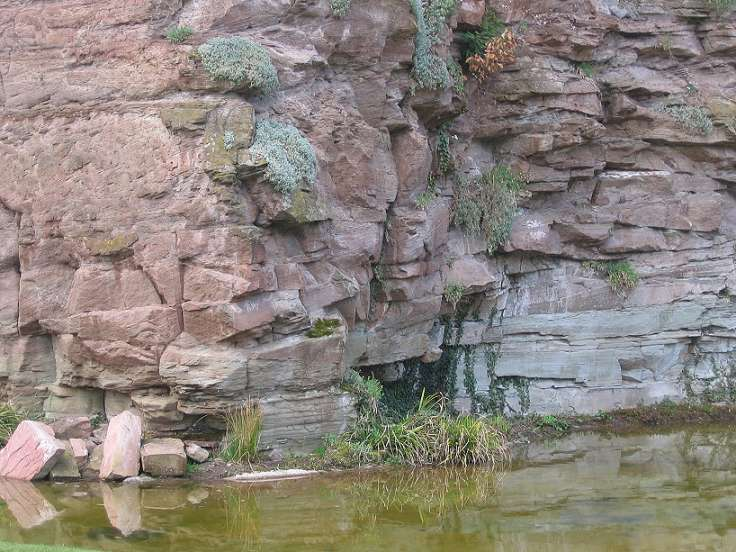
Gresie în Killesbergpark, Stuttgart

Rocile sedimentare sunt roci care frecvent se formează prin procesele de eroziune, transport și depunerea aluviunilor aduse de apele curgătoare.(rau,fluviu)
Astfel de roci pot avea o formă de granule nelegate între ele (nisipurile) sau o formă masivă (gresiile).

## Caracteristici
- O trăsătură caracteristică a sedimentelor este structura stratificată, un strat formându-se într-un timp relativ scurt la suprafața pământului.
- Rocile sedimentare sunt singurele roci ce pot să conțină fosile.
- Spre deosebire de rocile magmatice și cele metamorfice, ele nu se formează în prezența unor temperaturi și presiuni mari.
- Rocile sedimentare se formează sub acțiunea agenților externi ce acționează la suprafața pământului ca hidrosfera, atmosfera și biosfera proces numit eroziune.
- factorii de mediu) și Faciesul (caracteristicile rocii) sunt specifici fiecărei regiuni de formare a rocilor sedimentare.

## Clasificare
- Rocile sedimentare se împart în:  clastice, chimice, biogene și o formă deosebită reziduale (produse prin alterare).

1. Rocile sedimentare detritice iau naștere prin fenomene mecanice de mărunțire a rocii inițiale. În urma acestui proces iau naștere clastele care sunt ulterior împărțite în funcție de dimensiunile clastelor.
Acestea se împart la rândul lor după mărimea clastelor indiferent de originea acestora în: 

-lutite (argile) derivați de alterare < 39 um

-siltite particule cu dimensiuni între 39-63 um

-arenite (nisipuri) cu dimensiuni până la 2 mm 

-pietriș

-grohotiș.
Diverși autori prezintă limite dimensionale diverse ale acestor clase, însă dimensiunile prezentate mai sus sunt larg acceptate în sedimentologie (sedimentologie = știința sedimentelor și a rocilor sedimentare).

Consolidarea sedimentelor duce la formarea rocilor sedimentare care la rândul lor sunt împărțite în:
- - conglomerate sau brecii (granule peste 2 mm) formate din pietriș și/sau grohotiș; diferența între cele două tipuri constă în faptul că primele au claste rotunjite (datorat transportului) în timp ce în brecci clastele sunt angulare (puțin rulate).
- - gresii (mărimea granulelor între 0,063 – 2 mm)
- - siltite
- - lutite

În funcție de componentul principal se disting:
- - fresii cuarțoase unde predomină granulele de cuarț
- - gresii argiloase mărimea componentelor fiind (0,002 mm - 2 µm)

arkoze (feldspat și cuart)
Procesul de diageneză este care duce la transformarea sedimentelor în roci sedimentare de multe ori prin adăugare de liant (material de cimentare) de diverse tipuri.
Este realizată prin minerale argiloase (filosilicați), carbonați (CaCO3), silice amorfă (SiO2) și oxi/oxihidroxizi de Fe (FeO(OH)).
2. Rocile sedimentare de precipitare iau naștere prin precipitația soluțiilor marine saturate ca evaporite (Carbonați, Sulfați, Halogenuri etc.).
3. Roci sedimentare de origine biotică (biogene) sau Biolite Acestea se mai numesc si roci Organogene . Se formează prin activitatea organismelor, vii sau moarte, de exemplu: turba sau cărbune inferior din resturi de plante carbonizate.
4. Sedimentele reziduale sau rocile reziduale se formează din rocile descompuse de factorii chimici din atmosferă; exemple de asemenea roci sedimentare sunt: lateritul (pe seama rocilor cu conținut în fier) bauxită, (roci calcaroase) și caolinul (pe seama feldspatilor din granit, riolit, arkoze).

## Importanța rocilor sedimentare
Rocile sedimentare sunt importante ca materiale de construcție (calcar și dolomit). 
 De asemenea acestea sunt rocile gazdă pentru resurse de combustibili fosili constituind resursă energetică țițeiul și gazele naturale, cărbunii superiori: antracitul și cărbunele brun.
Rocile calcaroase conțin cantități apreciabile de bioxid de carbon, cantitate ce a fost fixată în timpi geologici din atmosferă, acesta fiind una din explicațiile conținutului redus de CO2 al atmosferei Terrei, în comparație cu planetele vecine Marte și Venus.